# Oporelu
Oporelu – wieś w Rumunii, w okręgu Aluta, w gminie Oporelu. W 2011 roku liczyła 459 mieszkańców.